# Георгіївка (Волноваський район)
Гео́ргіївка — село Старомлинівської сільської громади Волноваського району Донецької області України. Населення становить 156 осіб.

## Загальні відомості
Село розташоване на лівому березі р. Мокрі Яли. Відстань до райцентру становить близько 44 км і проходить автошляхом Т 0518. Землі села межують із територією села Верхівка Пологівського району Запорізької області.

## Історія
З 17 липня 2020 року село підпорядковується Старомлинівський сільський громаді, Волноваського району. До 2020 року населений пункт входив до складу Великоновосілківського району.
В березні 2022 року село окупували російські війська в ході російсько — української війни.
Георгіївка й Іллінка — населені пункти Мар'їнської міської територіальної громади Покровського району Донецької області. Це одні з 40 казенних поселень які були засновані державними селянами, козаками, військовими обивателями й військовими поселенцями з Чернігівської, Харківської й Полтавської губерній та західними однодворцями (у більшості з Київської губернії) у 40-х роках ХІХ ст. на сході Олександрівського повіту Катеринославської губернії (на сьогодні це частина території сучасної Донецької області)
Перші поселенці з Чернігівської губернії прибули на місце нового поселення у 1848 році. Про заселення села є грунтовна інформація у архівах. 

## Населення
За даними перепису 2001 року населення села становило 211 осіб, із них 72,04 % зазначили рідною мову українську, 27,01 % — російську та 0,47 % — грецьку мову.